# Piandimeleto

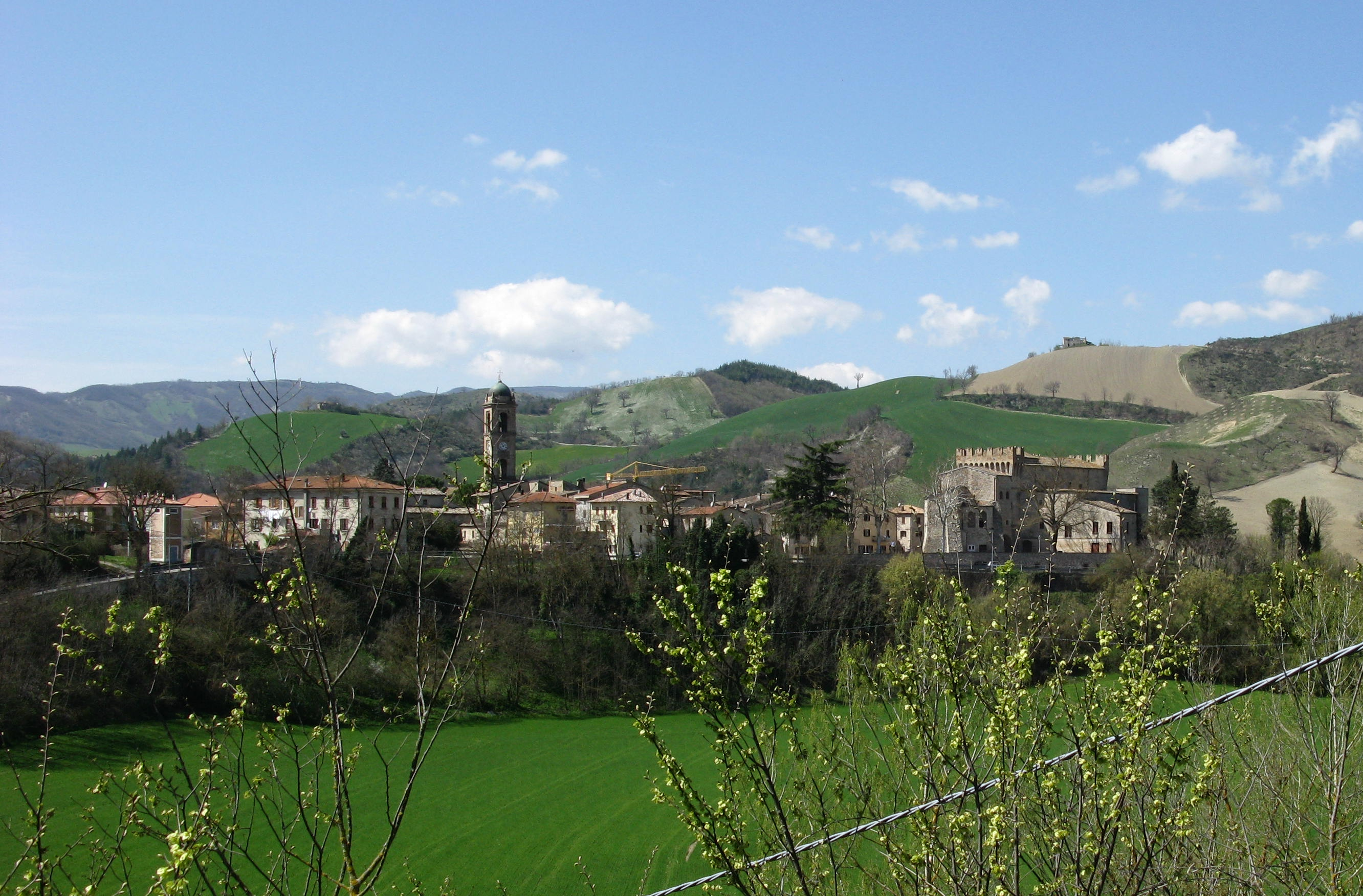
Blick auf Piandimeleto

Piandimeleto (im lokalen Dialekt: Piandimlèt) ist eine italienische Gemeinde (comune) mit 2021 Einwohnern (Stand 31. Dezember 2023) in der Provinz Pesaro und Urbino in den Marken. Die Gemeinde liegt etwa 38 Kilometer südsüdwestlich von Pesaro und etwa 18 Kilometer westlich von Urbino am Foglia. Piandimeleto grenzt unmittelbar an die Provinz Arezzo (Toskana) und gehört zur Comunità montana del Montefeltro. Teile der Gemeinde liegen im Parco naturale regionale del Sasso Simone e Simoncello.

## Persönlichkeiten
- Adriano Bernardini (* 1942), römisch-katholischer Bischof, ehemaliger Apostolischer Nuntius in Italien